# 油酸铜
油酸铜是一种羧酸盐，化学式为Cu(C18H33O2)2。它可由油酸钠和氯化铜反应得到，或氧化铜和油酸反应制得。它的热分解会产生纳米铜。它可用于制备CuInSe2纳米晶。